# Језици Црне Горе
Језици Црне Горе су језици којима се у Црној Гори говори. Према Уставу Црне Горе, усвојеном 2007. године, Црна Гора има један службени језик, који је одређен као црногорски. Према попису становништва из 2011. године, 42% становништва изјаснило се да им је српски матерњи језик, а 37% црногорски. Лингвистички су, уз бошњачки и хрватски језик, различите стандардне варијанте некадашњег српскохрватског језика, али у фази формулисања црногорски је књижевни језик.
Препознати мањински језици су албански, бошњачки и хрватски. Од 2017. године, албански је службени језик општина Подгорица, Улцињ, Бар, Пљевља, Рожаје и Тузи. Поред тога, у Црној Гори је насељено неколико стотина Италијана, насељених у Боки которској.

## Мањински језици у Црној Гори
Европска повеља о регионалним или мањинским језицима ступила је на снагу, у Црној Гори, након независности из државне заједнице Србије и Црне Горе 3. јуна 2006. године. Устав Црне Горе из 2007. наводи да црногорски званични језик земље, док су бошњачки, хрватски, српски и албански језик у службеној употреби. Устав каже да су језици у службеној употреби они из група које чине најмање 1% становништва Црне Горе, према попису из 2003. године. Закон о националним мањинама прецизира да проценат припадника националних мањина у укупном становништву локалне самоуправе треба да буде 15% како би се њихов језик и писмо увело у службену употребу. Медији које је основала влада Црне Горе дужни су да емитују вести, културне, образовне, спортске и забавне програме на мањинским језицима. Мањине и њихови чланови имају право на образовање на свом језику, у редовном и стручном образовању.

## Наречје
| Мапа         | Наречје             | Наречје |
| ------------ | ------------------- | ------- |
|              | Источнохерцеговачки |         |
| Зетско-рашки |                     |         |